# Tribunal de première instance
Un tribunal de première instance est souvent la première juridiction qui doit examiner un litige et prendre une décision. Par la suite, certaines voies de droit à l'encontre de ce jugement peuvent être disponibles, notamment l'appel et le recours devant une juridiction supérieure. On parle aussi de premier degré de juridiction pour désigner un tribunal de première instance.

## Afrique

### Cameroun
- Tribunal de première instance.

## Amérique

### Canada
Au Canada, Il n'existe pas de tribunal nommé « tribunal de première instance ». De manière générale, la Cour supérieure de la province est responsable d'entendre la cause en première instance. Toutefois, la totalité des provinces ont des cours provinciales ou des tribunaux administratifs qui entendent, en remplacement de la Cour supérieure, plusieurs litiges en première instance. De plus, pour l'application de certaines lois fédérales, la Cour fédérale et des tribunaux administratifs fédéraux, sont responsables d'entendre les litiges en première instance.
(À comparer avec la page Tribunaux du Québec - Ministère de la justice, qui dit que la Cour du Québec est un tribunal de 1re instance et n'est pas la même chose que la Cour supérieure du Québec)

## Europe

### Organisation européennes

#### Union européenne
Le tribunal de première instance des communautés européennes (TPICE) est l'ancien nom du tribunal.

### Pays

#### Belgique
Selon les articles 568 et suivants du code judiciaire , le tribunal de première instance est composé de quatre sections : le tribunal civil, le tribunal correctionnel, le tribunal de la jeunesse, le tribunal de la famille, et le tribunal de l'application des peines .

#### France

##### Juridictions actuelles
Le tribunal de première instance de Polynésie française, le tribunal de première instance de Nouvelle-Calédonie et ceux de Saint-Pierre-et-Miquelon et Wallis-et-Futuna ont des attributions semblables à celles des tribunaux judiciaires que l'on trouve dans le reste de la France. Ils délivrent des extraits de casier judiciaire aux personnes nées dans ces collectivités. En Nouvelle-Calédonie, en matière de droit coutumier, il siège en une formation comprenant des assesseurs coutumiers.

##### Juridictions historiques
Le nom de tribunal de première instance était donné aux tribunaux de district institués par la loi des 16 et 24 août 1790 quand ils jugeaient en premier ressort. Avec la réforme de l'an VIII qui établit des tribunaux d'appel, les tribunaux civils d'arrondissement reçoivent le nom de « tribunal de première instance »  et deviennent les juridictions de droit commun en matière civile. Cette organisation demeure jusqu'en 1958.
Mayotte avait aussi un tribunal de première instance jusqu'à son accession au statut de département d'outre-mer le 31 mars 2011.

#### Monaco
- Tribunal de première instance (Monaco).

#### Suisse
Au civil, le tribunal de première instance porte le nom de tribunal de district, tribunal de cercle ou tribunal d'arrondissement en fonction du canton. Le juge de paix traite des litiges de moindre importance (jusqu'à 8 000 francs environ). Les recours sont portés devant le Tribunal cantonal.
Au pénal, le tribunal de première instance porte le nom de tribunal de police, tribunal correctionnel ou tribunal criminel (ou cour d'assise) en fonction du canton. Les recours sont portés devant le tribunal cantonal.
Le Tribunal pénal fédéral est le tribunal de première instance pour les affaires qui relèvent de la compétence de l'État fédéral et non de celle des cantons, notamment en cas de terrorisme, d'espionnage, de blanchiment d'argent, de crime organisé et de corruption. 
Le Tribunal administratif fédéral est le tribunal de première instance pour les recours contre les décisions de l'administration fédérale,.